# Phomopsis aquilariae
Phomopsis aquilariae är en svampart som beskrevs av Punith. & I.A.S. Gibson 1978. Phomopsis aquilariae ingår i släktet Phomopsis och familjen Diaporthaceae.  Utöver nominatformen finns också underarten nigra.